# سيمبي (باد كاليه)
سيمبي، باد كاليه (بالفرنسية: Sempy)‏ هي بلدية تقع في إقليم باد كاليه من منطقة نور با دو كاليه في شمال فرنسا. تبلغ مساحة هذه المدينة 8 (كم²)، وترتفع عن سطح البحر 41 م، يبلغ عدد سكانها 238 نسمة حسب إحصاء المعهد الوطني للإحصاء والدراسات الاقتصادية سنة 2009 م. وترأس Isabelle Santune البلدية خلال فترة (2008-2014).